# Туманюк Парасковія Архипівна
Параско́вія Архи́півна Туманю́к (1913, смт. Олишівка — 1988, там само) — передовик сільського господарства Української РСР, ланкова колгоспу імені Кірова Чернігівського району Чернігівської області.
Герой Соціалістичної Праці (1952).

## Нагороди
- Золота медаль «Серп і Молот» Героя Соціалістичної Праці (1952).
- Орден Леніна (1952)
- Орден Трудового Червоного Прапора (1950).
- Знак «Знатний кукурудзовод України» (1962).